# Bagley Marsh
Bagley Marsh – wieś w Anglii, w hrabstwie Shropshire. Leży 18 km na północny zachód od miasta Shrewsbury i 241 km na północny zachód od Londynu.